# Liste der Abgeordneten zum Galizischen Landtag (V. Wahlperiode)
Diese Liste der Abgeordneten zum Galizischen Landtag (V. Wahlperiode) listet alle Abgeordneten zum Galizischen Landtag des Kronlandes Galizien und Lodomerien in der V. Wahlperiode auf. Die Wahlperiode reichte von 1882 bis 1888.

## Landtagsabgeordnete
Die Tabelle enthält im Einzelnen folgende Informationen:
| Name:        | Name des Abgeordneten |
| Wahlklasse:  | Die dem Klassenwahlrecht entsprechende Wahlklasse bzw. Kurie: I. Wahlklasse = Virilstimme (Bischöfe und Rektoren); II: Adelige des Großen Grundbesitzes; III: Handels- und Gewerbekammer; IV: Zensuswahlklasse unterteilt nach Städten/Orten bzw. Landgemeinden; |
| Region:      | Die im Wahlbezirk enthaltenen Städte bzw. Gerichtsbezirke (Landgemeindewahlbezirke) |
| Anmerkungen: | Veränderungen während der Periode durch Tod, Mandatsverzicht oder spätere Angelobung |

| Name                             | Wahlklasse                          | Region                                          | Anmerkung |
| -------------------------------- | ----------------------------------- | ----------------------------------------------- | --- |
| Abrahamowicz Dawid               | Großgrundbesitz                     | 13. Wahlkreis Stryj                             | |
| Antoniewicz Mykoła               | Landgemeinden                       | 33. Wahlkreis Stryj, Skole                      | |
| Augustynowicz Bolesław           | Landgemeinden                       | 41. Wahlkreis Złoczów, Gliniany                 | |
| Badeni Kazimierz                 | Großgrundbesitz                     | 1. Wahlkreis Krakau                             | |
| Badeni Stanisław                 | Landgemeinden                       | 42. Wahlkreis Łopatyn, Brody, Radziechów        | |
| Badeni Władysław                 | Städte                              | 7. Wahlkreis Jaroslaw                           | starb am 10. Juni 1888 |
| Bartoszewski Karol               | Städte                              | 7. Wahlkreis Jaroslaw                           | am 4. September 1888 als Nachfolger von Władysław Badeni gewählt                                                                   |
| Bereżnyćkyj Teofil               | Landgemeinden                       | 19. Wahlkreis Sambor, Stare Miasto, Stara Sól   | |
| Biliński Feliks                  | Landgemeinden                       | 48. Wahlkreis Rawa, Niemirów                    | |
| Biliński Leon                    | Städte                              | 5. Wahlkreis Tarnopol                           | am 4. September 1888 als Nachfolger von Ignacy Kamiński gewählt                                                                    |
| Błażowski Edward                 | Großgrundbesitz                     | 6. Wahlkreis Czortków                           | schied vorzeitig aus |
| Bobczyński Konstanty             | Landgemeinden                       | 27. Wahlkreis Dubiecko, Brzozów                 | |
| Bobrzyński Michał                | Großgrundbesitz                     | 1. Wahlkreis Krakau                             | am 29. Oktober 1885 als Nachfolger von Henry Wodzicki gewählt                                                                      |
| Borkowski Mieczysław             | Landgemeinden                       | 8. Wahlkreis Borszczów, Mielnica                | |
| Buchwald Feliks                  | Landgemeinden                       | 54. Wahlkreis Jasło, Brzostek, Frysztak         | starb 1887 |
| Brykczyński Stanisław            | Großgrundbesitz                     | 14. Wahlkreis Stanisławów                       | wurde am 29. Oktober 1885 als Nachfolger von Stanisław Matkowski gewählt                                                           |
| Chamiec Antoni                   | Landgemeinden                       | 7. Wahlkreis Zaleszczyki, Tłuste                | |
| Chrzanowski Leon                 | Städte                              | 2. Wahlkreis Krakau                             | |
| Czartoryski Jerzy                | Großgrundbesitz                     | 3. Wahlkreis Przemyśl                           | |
| Czartoryski Roman                | Großgrundbesitz                     | 9. Wahlkreis Czortków                           | starb 1887 |
| Czaykowski Alfons                | Großgrundbesitz                     | 2. Wahlkreis Brzeziny                           | |
| Czerkawski Euzebiusz             | Städte / Virilstimme                | 1. Wahlkreis Lemberg                            | im Jahr 1887 auch Rektor der Universität Lemberg                                                                                   |
| Dembowski Zygmunt                | Großgrundbesitz                     | 3. Wahlkreis Przemyśl                           | |
| Dunajewski Albin                 | Virilstimme                         | römisch-katholischer Bischof von Krakau         | |
| Dunajewski Julian                | Städte                              | 10. Wahlkreis Nowy Sącz                         | |
| Dzieduszycki Tadeusz             | Landgemeinden                       | 43. Wahlkreis Busk, Kamionka Strumiłowa, Olesko | |
| Dzieduszycki Wojciech            | Großgrundbesitz                     | 14. Wahlkreis Stanisławów                       | |
| Fruchtman Filip                  | Städte                              | 14. Wahlkreis Stryj                             | |
| Gniewosz Stanisław               | Großgrundbesitz                     | 8. Wahlkreis Sanok                              | |
| Gnoiński Jan                     | Großgrundbesitz                     | 5. Wahlkreis Czortków                           | am 10. November 1885 gewählt als Nachfolger von Walerian Podlewski                                                                 |
| Gnoiński Wincenty                | Großgrundbesitz                     | 4. Wahlkreis Złoczów                            | |
| Goldman Bernard                  | Städte                              | 1. Wahlkreis Lemberg                            | |
| Golejewski Antoni                | Großgrundbesitz                     | 15. Wahlkreis Kolomyia                          | |
| Gorayski August                  | Großgrundbesitz                     | 8. Wahlkreis Sanok                              | |
| Gorecki Edward                   | Landgemeinden                       | 28. Wahlkreis Stanisławów, Halicz               | seine Wahl wurde erst am 16. Oktober 1883 als gültig bestätigt                                                                     |
| Grocholski Kazimierz             | Landgemeinden                       | 38. Wahlkreis Skałat, Grzymałów                 | starb am 10. Dezember 1888 |
| Gross Piotr                      | Großgrundbesitz                     | 9. Wahlkreis Sambor                             | |
| Hausner Otton                    | Handels- und Gewerbekammer / Städte | Brody                                           | wechselte mit seiner Wahl am 28. Oktober 1885 auf das Mandat der Stadt Brody                                                       |
| Henzel Seweryn                   | Landgemeinden                       | 4. Wahlkreis Bóbrka, Chodorów                   | |
| Heyzmann Udairyk                 | Virilstimme                         | Jagiellonen-Universität                         | im Jahr 1884 |
| Hoppen Apolinary                 | Landgemeinden                       | 34. Wahlkreis Dolina, Bolechów, Rożniatów       | starb 1886 |
| Hoszard Franciszek               | Landgemeinden                       | 51. Wahlkreis Bochnia, Niepołomice, Wiśnicz     | |
| Isakowicz Izaak                  | Virilstimme                         | armenisch - katholischer Erzbischof von Lemberg | |
| Iskrzycki Aleksander             | Landgemeinden                       | 25. Wahlkreis Lisko, Baligród, Lutowiska        | rat am 27. September 1883 zurück                                                                                                   |
| Janko Henryk                     | Landgemeinden                       | 22. Wahlkreis Rudki, Komarno                    | starb 1887 |
| Jaworski Apolinary               | Großgrundbesitz                     | 4. Wahlkreis Złoczów                            | |
| Jędrzejewicz Adam                | Landgemeinden                       | 57. Wahlkreis Rzeszów, Głogów                   | |
| Jędrzejewicz Edward              | Großgrundbesitz                     | 12. Wahlkreis Rzeszów                           | |
| Jędrzejewicz Stanisław           | Landgemeinden                       | 59. Wahlkreis Leżajsk, Sokołów, Ulanów          | |
| Kaczała Stefan                   | Landgemeinden                       | 39. Wahlkreis Zbaraż, Medyń                     | starb 1888 |
| Kamiński Ignacy                  | Städte                              | 4. Wahlkreis Stanisławów                        | seine Wahl wurde am 4. September 1884 annulliert                                                                                   |
| Kapri Jan                        | Großgrundbesitz                     | 15. Wahlkreis Kolomyia                          | |
| Kasparek Franciszek              | Virilstimme                         | Jagiellonen-Universität                         | im Jahr 1888/89 |
| Kaszewko Maciej                  | Landgemeinden                       | 44. Wahlkreis Załosce, Zborów                   | |
| Klucki Stanisław                 | Landgemeinden                       | 72. Wahlkreis Kenty, Biala, Oświęcim            | |
| Kochanowski Jan                  | Landgemeinden                       | 68. Wahlkreis Dębica, Pilzno                    | |
| Kopyciński Adam                  | Landgemeinden                       | 66. Wahlkreis Tamów, Tuchów                     | |
| Korytowski Juliusz               | Landgemeinden                       | 37. Wahlkreis TarnopolIhrowice, Mikulińce       | |
| Kowalśkyj Tyt                    | Großgrundbesitz                     | 10. Wahlkreis Żółkiew                           | |
| Koziebrodzki Szczęsny            | Großgrundbesitz                     | 7. Wahlkreis Ternopil                           | |
| Koziebrodzki Władysław           | Großgrundbesitz                     | 6. Wahlkreis Tarnów                             | |
| Kozłowski Zygmunt                | Großgrundbesitz                     | 8. Wahlkreis Sanok                              | wurde 1883 als Nachfolger von Teofil Żurowski gewählt, trat am 16. Oktober 1884 zurück und wurde am 29. Oktober 1885 wiedergewählt |
| Kuczkowski Eugeniusz             | Landgemeinden                       | 11. Wahlkreis Kolomyja, Gwoździec, Peczeniżyn   | |
| Lanckoroński Karol               | Landgemeinden                       | 22. Wahlkreis Rudki, Komarno                    | am 3. September 1888 als Nachfolger von Henryk Janko gewählt                                                                       |
| Langie Tadeusz                   | Großgrundbesitz                     | 6. Wahlkreis Tarnów                             | |
| Lasocki Czesław                  | Landgemeinden                       | 73. Wahlkreis Myślenice, Jordanów, Maków        | |
| Łazarski Józef                   | Landgemeinden                       | 74. Wahlkreis Żywiec, Ślemień, Milówka          | schied etwa 1886 aus |
| Lenartowicz Michał               | Landgemeinden                       | 12. Wahlkreis Horodenka, Obertyn                | |
| Leniński Piotr                   | Landgemeinden                       | 45. Wahlkreis Żółkiew, Kulików, Mosty Wielkie   | |
| Łepkowski Józef                  | Virilstimme                         | Jagiellonen-Universität                         | im Jahr 1885 |
| Łobos Ignacy                     | Virilstimme                         | römisch-katholischer Bischof von Tarnów         | ab 1886 |
| Łoziński Władysław               | Landgemeinden                       | 20. Wahlkreis Turka, Borynia                    | |
| Łozińskiego Czesława             | Landgemeinden                       | 68. Wahlkreis Dębica, Pilzno                    | |
| Łubieński Roger                  | Großgrundbesitz                     | 12. Wahlkreis Rzeszów                           | |
| Łukasiewicz Aleksander           | Landgemeinden                       | 29. Wahlkreis Bohorodczany, Sołotwina           | |
| Madeyski Stanisław               | Großgrundbesitz                     | 1. Wahlkreis Krakau                             | |
| Majer Józef                      | Städte                              | 2. Wahlkreis Krakau                             | |
| Małecki Antoni                   | Großgrundbesitz                     | 9. Wahlkreis Sambor                             | |
| Mandyczewski Kornel              | Landgemeinden                       | 31. Wahlkreis Nadwórna, Delatyn                 | |
| Matkowski Stanisław              | Großgrundbesitz                     | 14. Wahlkreis Stanisławów                       | |
| Max Henryk                       | Städte                              | 5. Wahlkreis Tarnopol                           | |
| Mazaraki Marian                  | Landgemeinden                       | 34. Wahlkreis Dolina, Bolechów, Rożniatów       | wurde am 30. November 1886 als Nachfolger von Apolinary Hoppen gewählt                                                             |
| Męciński Józef                   | Landgemeinden                       | 67. Wahlkreis Dąbrowa, Żabno                    | |
| Merunowicz Teofil                | Landgemeinden                       | 1. Wahlkreis Lemberg, Winniki, Szczerzec        | |
| Michałowski Antoni               | Landgemeinden                       | 74. Wahlkreis Żywiec, Ślemień, Milówka          | am 30. November 1886 als Nachfolger von Józef Łazarsk gewählt                                                                      |
| Mieroszewski Stanisław           | Landgemeinden                       | 49. Wahlkreis Kraków, Mogiła, Liszki, Skawina   | |
| Mieroszowski Sobiesław           | Landgemeinden                       | 49. Wahlkreis Kraków, Mogiła, Liszki, Skawina   | |
| Mochnacki Ignacy                 | Großgrundbesitz                     | 7. Wahlkreis Ternopil                           | |
| Morawski Seweryn                 | Virilstimme                         | römisch-katholischer Erzbischof von Lemberg     | |
| Mycielski Franciszek             | Landgemeinden                       | 54. Wahlkreis Jasło, Brzostek, Frysztak         | |
| Ochrymowycz Ksenofont            | Landgemeinden                       | 21. Wahlkreis Drohobycz, Podbuż                 | |
| Onyszkiewicz Mieczysław          | Landgemeinden                       | 5. Wahlkreis Rohatyn, Bursztyn                  | |
| Pelczar Józef                    | Virilstimme                         | Jagiellonen-Universität                         | im Jahr 1883 |
| Pełesz Julian                    | Virilstimme                         | griechisch-katholischer Bischof von Stanislau   | |
| Piętak Leonard                   | Virilstimme                         | Rektor der Universität Lemberg                  | im Jahr 1888 |
| Pietruski Oktaw                  | Großgrundbesitz                     | 13. Wahlkreis Stryj                             | |
| Pilat Tadeusz                    | Großgrundbesitz                     | 11. Wahlkreis Sadec                             | |
| Pławicki Feliks                  | Landgemeinden                       | 64. Wahlkreis Nowy Targ, Krościenko             | |
| Płaziński Leopold                | Landgemeinden                       | 53. Wahlkreis Wieliczka, Podgórze, Dobczyce     | |
| Podlewski Walerian               | Großgrundbesitz                     | 5. Wahlkreis Czortków                           | starb 1885 |
| Polanowski Stanisław             | Landgemeinden                       | 46. Wahlkreis Bełz, Uhnów, Sokal                | |
| Popiel Jan                       | Großgrundbesitz                     | 1. Wahlkreis Krakau                             | |
| Potocki Alfred                   | Landgemeinden                       | 6. Wahlkreis Podhajce, Kozowa                   | |
| Potocki Artur                    | Landgemeinden                       | 50. Wahlkreis Chrzanów, Jaworzno, Krzeszowice   | |
| Potocki Roman                    | Landgemeinden                       | 3. Wahlkreis Brzeżany, Przemyśl                 | |
| Pukalski Józef Alojzy            | Virilstimme                         | römisch-katholischer Bischof von Tarnów         | bis 1886 |
| Radziszewski Bronisław           | Virilstimme                         | Rektor der Universität Lemberg                  | im Jahr 1883 |
| Rappaport Arnold                 | Handels- und Gewerbekammer          | Krakau                                          | |
| Rey Mieczysław                   | Landgemeinden                       | 70. Wahlkreis Mielec, Zassów                    | |
| Rittner Edward                   | Virilstimme                         | Rektor der Universität Lemberg                  | im Jahr 1884 |
| Rogoyski Witold                  | Städte                              | 11. Wahlkreis Tarnów                            | am 27. Oktober 1887 als Nachfolger von Ryszard Zawadzki gewählt                                                                    |
| Romanczuk Julian                 | Landgemeinden                       | 35. Wahlkreis Kałusz, Wojniłów                  | |
| Romanowicz Tadeusz               | Städte                              | 1. Wahlkreis Lemberg                            | |
| Romer Gustaw                     | Großgrundbesitz                     | 11. Wahlkreis Sadec                             | |
| Rosner Jan                       | Städte                              | 9. Wahlkreis Biała                              | |
| Moysa- - Rosochacki Stefan       | Landgemeinden                       | 14. Wahlkreis Śniatyn, Zabłotów                 | 1888 als Nachfolger von Tytus Siengalewicz gewählt                                                                                 |
| Rozwadowski Bolesław             | Landgemeinden                       | 40. Wahlkreis Trembowla, Złotniki               | |
| Rozwadowski Tomisław             | Großgrundbesitz                     | 10. Wahlkreis Żółkiew                           | |
| Russocki Włodzimierz             | Großgrundbesitz                     | 16. Wahlkreis Lemberg                           | Der ursprünglich hier gewählt Dawid Abrahamowicz nahm ein mandat in Stryju an                                                      |
| Rybicki Alojzy                   | Städte                              | 12. Wahlkreis Rzeszów                           | |
| Sanguszko Eustachy               | Großgrundbesitz                     | 6. Wahlkreis Tarnów                             | |
| Sapieha Leon                     | Großgrundbesitz                     | 10. Wahlkreis Czortków                          | am 27. Oktober 1887 als Nachfolger von Roman Czartoryski gewählt                                                                   |
| Sapieha Adam                     | Landgemeinden                       | 15. Wahlkreis Przemyśl, Niżankowice             | |
| Sapieha Władysław                | Landgemeinden                       | 47. Wahlkreis Lubaczów, Cieszanów               | |
| Sawa Franciszek                  | Landgemeinden                       | 32. Wahlkreis Tyśmienica, Tłumacz               | |
| Scipio Karol                     | Landgemeinden                       | 58. Wahlkreis Łańcut, Przeworsk                 | |
| Sembratowicz Sylwester           | Virilstimme                         | griechisch-katholischer Erzbischof von Lemberg  | |
| Siczynski Mykoła                 | Landgemeinden                       | 10. Wahlkreis Kopyczyńce, Husiatyn              | |
| Siemiginowski Włodzimierz        | Großgrundbesitz                     | 8. Wahlkreis Czortków                           | am 24. November 1886 als Nachfolger von Erazm Wolański gewählt                                                                     |
| Siengalewicz Tytus               | Landgemeinden                       | 14. Wahlkreis Śniatyn, Zabłotów                 | vorzeitig ausgeschieden |
| Simon Edward                     | Handels- und Gewerbekammer          | Lemberg                                         | |
| Simon Józef                      | Städte                              | 6. Wahlkreis Brody                              | trat 1885 zurück |
| Skałkowski Tadeusz               | Großgrundbesitz                     | 9. Wahlkreis Sambor                             | |
| Żuk-Skarszewski Władysław        | Landgemeinden                       | 62. Wahlkreis Nowy Sącz, Grybów, Ciężkowice     | |
| Skrzyński Adam                   | Landgemeinden                       | 55. Wahlkreis Gorlice, Biecz                    | |
| Słonecki Zenon                   | Landgemeinden                       | 24. Wahlkreis Sanok, Rymanów, Bukowsko          | |
| Smarzewski Seweryn               | Großgrundbesitz                     | 3. Wahlkreis Przemyśl                           | |
| Smolka Franciszek                | Handels- und Gewerbekammer          | Brody                                           | wurde am 25. Oktober 1887 als Nachfolger von Filip Zucker gewählt                                                                  |
| Solecki Łukasz                   | Virilstimme/Städte                  | römisch-katholischer Bischof von Przemyśl       | |
| Spis Stanisław                   | Virilstimme                         | Jagiellonen-Universität                         | im Jahr 1886 |
| Stadnicki Jan                    | Landgemeinden                       | 52. Wahlkreis Brzesko, Radłów, Wojnicz          | |
| Stadnicki Stanisław              | Landgemeinden                       | 18. Wahlkreis Mościska, Sądowa Wisznia          | |
| Starowieyski Stanisław           | Landgemeinden                       | 56. Wahlkreis Dukla, Krosno, Żmigród            | |
| Strasser Kornel                  | Landgemeinden                       | 29. Wahlkreis Bohorodczany, Sołotwina           | |
| Struszkiewicz Władysław          | Landgemeinden                       | 65. Wahlkreis Limanowa, Skrzydlna               | |
| Stupnicki Saturnin Jan           | Virilstimme                         | griechisch-katholischer Bischof von Przemyśl    | |
| Szeptycki Jan                    | Landgemeinden                       | 17. Wahlkreis Jaworów, Krakowiec                | |
| Tarnowsk iStanisław              | Virilstimme                         | Jagiellonen-Universität                         | im Jahr 1886 |
| Tarnowski Jan                    | Landgemeinden                       | 60. Wahlkreis Rozwadów, Tarnobrzeg, Nisko       | |
| Tarnowski Stanisław              | Landgemeinden                       | 23. Wahlkreis Łąka, Medenice                    | |
| Tarnowski Stanisław              | Großgrundbesitz                     | 1. Wahlkreis Krakau                             | |
| Torosiewicz Emil                 | Großgrundbesitz                     | 2. Wahlkreis Brzeziny                           | |
| Tyszkiewicz Zdzisław             | Landgemeinden                       | 69. Wahlkreis Ropczyce, Kolbuszowa              | |
| Tyszkowski Antoni                | Landgemeinden                       | 26. Wahlkreis Dobromil, Ustrzyki, Bircza        | |
| Udersik Edward                   | Städte                              | 13. Wahlkreis Sambor                            | als Nachfolger von Mikołaj Zyblikiewicz gewählt                                                                                    |
| Wasilewski Tadeusz               | Großgrundbesitz                     | 4. Wahlkreis Złoczów                            | |
| Waygart Walery                   | Städte                              | 3. Wahlkreis Przemysl                           | |
| Weigel Ferdynand                 | Städte                              | 1. Wahlkreis Lemberg                            | |
| Weissman Edward                  | Landgemeinden                       | 2. Wahlkreis Gródek, Janow                      | |
| Wereszczyński Józef              | Großgrundbesitz                     | 2. Wahlkreis Brzeziny                           | |
| Wernicki Józef                   | Landgemeinden                       | 36. Wahlkreis Mikołajów, Żurawno                | |
| Wierzbicki Ludwik                | Städte                              | 15. Wahlkreis Kołomyja                          | |
| Wierzchlejski Franciszek Ksawery | Virilstimme                         | römisch-katholischer Erzbischof von Lemberg     | |
| Wodzicki Henry                   | Großgrundbesitz                     | 1. Wahlkreis Krakau                             | Starb 1885 |
| Wodzicki Ludwik                  | Landgemeinden                       | 61. Wahlkreis Tyczyn, Strzyiów                  | |
| Wolański Erazm                   | Großgrundbesitz                     | 7. Wahlkreis Czortków                           | am 10. Juni 1884 als Nachfolger von Edward Błażowski gewählt. Starb 1886                                                           |
| Wolański Mikołaj                 | Landgemeinden                       | 9. Wahlkreis Jazłowiec, Budzanów                | |
| Wolański Władysław               | Landgemeinden                       | 30. Wahlkreis Monasterzyska, Buczacz            | |
| Wrotnowski Antoni                | Großgrundbesitz                     | 1. Wahlkreis Krakau                             | |
| Zaleski Filip                    | Landgemeinden                       | 13. Wahlkreis Kosów, Kuty                       | |
| Zamoyski Stefan                  | Landgemeinden                       | 16. Wahlkreis Jaroslaw, Sieniawa, Ginilewicz    | |
| Żarski Bojomir                   | Großgrundbesitz                     | 10. Wahlkreis Żółkiew                           | |
| Zawadzki Ryszard                 | Städte                              | 11. Wahlkreis Tarnów                            | starb 1887 |
| Zborowski Aleksander             | Landgemeinden                       | 63. Wahlkreis Stary Sącz, Krynica               | |
| Ziemiałkowski Florian            | Städte                              | 8. Wahlkreis Drohobycz                          | |
| Żmurko Wawrzyniec                | Virilstimme                         | Rektor der Universität Lemberg                  | im Jahr 1885 |
| Zoll Fryderyk                    | Landgemeinden                       | 71. Wahlkreis Wadowice, Kalwaria, Andrychów     | |
| Zucker Filip                     | Handels- und Gewerbekammer          | Brody                                           | wurde am 27. Oktober 1885 als Nachfolger von Otton Hausner gewählt. Starb 1887                                                     |
| Żurowski Teofil                  | Großgrundbesitz                     | 8. Wahlkreis Sanok                              | trat 1883 von seinem Mandat zurück, da er in Lisko gewählt worden war                                                              |
| Żurowskiego Teofila              | Landgemeinden                       | 25. Wahlkreis Lisko, Baligród, Lutowiska        | als Nachfolger von Aleksander Iskrzycki gewählt                                                                                    |
| Zyblikiewicz Mikołaj             | Städte                              | 13. Wahlkreis Sambor                            | starb 1887 |
| Żywicki Klemens                  | Großgrundbesitz                     | 7. Wahlkreis Ternopil                           | |